# Wonderful Life (Alter Bridge)
Wonderful Life è un singolo del gruppo musicale statunitense Alter Bridge, pubblicato il 3 giugno 2011 come quarto estratto dal terzo album in studio AB III.

## Descrizione
Si tratta di un pezzo atipico all'interno dell'album, una ballad scritta dal cantante Myles Kennedy per parlare dell'addio alle persone care. Come spiegato da Kennedy stesso, si tratta di una parentesi a parte anche nel tema dominante dell'album:

In molti hanno notato un'analogia con il brano In Loving Memory, presente in One Day Remains e trattante della scomparsa della madre del chitarrista Mark Tremonti. Kennedy ha però affermato che in Wonderful Life il tema viene affrontato in modo più universale, specificando:
Durante le date del tour di AB III, Kennedy l'ha eseguita da solo con la chitarra acustica insieme a Watch Over You, come è riportato nel concerto Live at Wembley dello stesso anno.

## Tracce
Download digitale
1. Wonderful Life (Radio Edit) – 3:52

CD promozionale (Europa)
1. Wonderful Life (Radio Edit) – 3:51
2. Wonderful Life (Edit) – 4:21

## Formazione
- Myles Kennedy – voce, chitarra
- Mark Tremonti – chitarra, cori
- Brian Marshall – basso
- Scott Phillips – batteria